# Vlag van Herstappe
De vlag van de Limburgse gemeente Herstappe, zoals het wapenschild van Herstappe, werd hij op 12 mei 1992 door het Bestuur van Vlaanderen opgelegd omdat de gemeenteraad niet tijdig een vlag had aangenomen, en werd op 1 september 1992 uiteindelijk gepubliceerd in het officiële Belgisch Staatsblad.
De vlag bevat een rode adelaar op een gele achtergrond; de vleugels van de adelaar zijn neerwaarts gericht. De kleuren zijn deze van de stad Luik en het prinsbisdom Luik.
Officieel wordt de vlag beschreven als:
Geel met een rode adelaar met neerwaarts gerichte vlucht.
Reeds in de middeleeuwen had de plaats Herstappe een wapen met een adelaar. Deze verwees waarschijnlijk naar de eigenaars van Herstappe destijds: het Sint-Janskapittel in Luik, een van de zeven kapittelkerken in de bisschopsstad. De evangelist Sint-Jan wordt doorgaans afgebeeld met een adelaar.
Het wapen voor Herstappe was identiek aan dat van de nabij gelegen burcht van Kemexhe. De kanunniken van het kapittel bestuurden immers Herstappe en Kemexhe tezamen. Dit zegel gebruikten de kanunniken in Herstappe van 1505 tot in 1631.